# 생방송 아침이 좋다
《생방송 아침이 좋다》는 2016년 4월 25일부터 2020년 7월 3일까지 KBS 2TV에서 방송되었던 생활정보 프로그램이었다.

## 기획 의도
주부들이 살림에 도움을 주는 생활정보, 밤 사이에 일어난 뉴스, 연예, 지구촌 화제 영상, 날씨 등을 신속하고 정확하게 전달한 생활정보 프로그램이었다.

## 방송 시간
| 방송 채널 | 방송 기간                         | 방송 시간                           | 비고  |
| --------- | --------------------------------- | ----------------------------------- | ----- |
| KBS 2TV   | 2016년 4월 25일 ~ 2016년 8월 5일  | 매주 월요일 ~ 목요일 아침 7시 ~ 8시 |       |
| KBS 2TV   | 2016년 4월 25일 ~ 2016년 8월 5일  | 매주 금요일 아침 6시 10분 ~ 8시     |       |
| KBS 2TV   | 2016년 8월 23일 ~ 2017년 9월 12일 | 매주 평일 아침 7시 ~ 8시            | [ 1 ] |
| KBS 2TV   | 2018년 1월 29일 ~ 2018년 5월 25일 | 매주 평일 아침 7시 ~ 8시            |       |
| KBS 2TV   | 2017년 9월 13일 ~ 2018년 1월 26일 | 매주 평일 아침 7시 5분 ~ 8시        | [ 2 ] |
| KBS 2TV   | 2018년 5월 28일 ~ 2019년 8월 30일 | 매주 평일 아침 6시 ~ 8시            | [ 3 ] |
| KBS 2TV   | 2019년 9월 2일 ~ 2020년 7월 3일   | 매주 평일 아침 6시 50분 ~ 8시       | [ 4 ] |

## 구성
월요일
- 간추린 뉴스
- 아침 뉴스룸
- 지구촌은 지금
- 현장포착 Q
- 해피라이프 집·사람
- 날씨

화요일
- 간추린 뉴스
- 아침 뉴스룸
- 지구촌은 지금
- 김주철의 대한민국 현장 속으로
- 한문철의 블랙박스
- 날씨

수요일
- 간추린 뉴스
- 아침 뉴스룸
- 지구촌은 지금
- 핫 이슈 현장
- 고수의 비법 Must
- 날씨

목요일
- 간추린 뉴스
- 아침 뉴스룸
- 지구촌은 지금
- 이슈 리와인드
- 오늘은 뭐 먹지? 킹콩 셰프가 간다!
- 날씨

금요일
- 간추린 뉴스
- 아침 뉴스룸
- 지구촌은 지금
- 현장포착
- 맛있는 인생
- 날씨
- 이설아
- 김지효

## 결방 사유 및 편성 변경
2016년
- 8월 6일 ~ 8월 21일 : 2016년 하계 올림픽 관련 중계방송으로 인한 결방.

2017년
- 8월 7일 ~ 8월 11일 : 여름기획 다큐멘터리 3일 편성으로 인한 결방.
- 12월 4일 ~ 12월 22일 : 2TV 생생정보 재방송 편성으로 인한 결방.

2019년
- 7월 29일 ~ 8월 2일 : 여름특선 다큐멘터리 3일과 2TV 생생정보 재방송 편성으로 인한 결방.

## 통합
2020년 7월 3일을 끝으로 방송을 폐지되면서 2020년 7월 6일부터 무한리필 샐러드와 통합되어 굿모닝 대한민국 라이브로 개편되었다.

## 진행자
| 역대 (기수) | 진행자        | 진행자 | 진행 기간                         | 비고 |
| 역대 (기수) | 남성          | 여성   | 진행 기간                         | 비고 |
| ----------- | ------------- | ------ | --------------------------------- | ---- |
| 1기         | 한상헌        | 이지연 | 2016년 4월 25일 ~ 2018년 3월 16일 |      |
| 2기         | 한상헌        | 이혜성 | 2018년 3월 19일 ~ 2018년 5월 25일 |      |
| 3기         | 한상헌 강승화 | 정지원 | 2018년 5월 28일 ~ 2018년 8월 31일 |      |
| 4기         | 강승화        | 정지원 | 2018년 9월 3일 ~ 2019년 1월 25일  |      |
| 5기         | 강승화        | 이승현 | 2019년 1월 28일 ~ 2020년 7월 3일  |      |

## 타이틀 변천사
| 기수 | 타이틀                 | 방송 기간                          |
| ---- | ---------------------- | ---------------------------------- |
| 1기  | 상쾌한 아침입니다      | 1981년 9월 7일 ~ 1984년 3월 31일   |
| 2기  | 출발, 기동취재반       | 1984년 4월 2일 ~ 1984년 10월 27일  |
| 3기  | 7시/8시 명랑열차       | 1984년 10월 29일 ~ 1986년 5월 24일 |
| 4기  | 아침의 광장            | 1986년 5월 26일 ~ 1987년 2월 28일  |
| 5기  | 생방송 전국은 지금     | 1987년 3월 2일 ~ 1994년 10월 8일   |
| 6기  | 생방송 TV 정보센터     | 1994년 10월 10일 ~ 1995년 4월 29일 |
| 7기  | 생방송 아침을 달린다   | 1995년 5월 1일 ~ 1997년 3월 1일    |
| 8기  | 생방송 좋은 아침입니다 | 1997년 3월 3일 ~ 2000년 4월 29일   |
| 9기  | 생방송 오늘            | 2000년 5월 1일 ~ 2001년 11월 3일   |
| 10기 | 생방송 세상의 아침     | 2001년 11월 5일 ~ 2009년 10월 17일 |
| 11기 | 생방송 오늘            | 2009년 10월 19일 ~ 2011년 5월 28일 |
| 12기 | 굿모닝 대한민국        | 2011년 5월 30일 ~ 2014년 12월 31일 |
| 13기 | 2TV 아침               | 2015년 1월 1일 ~ 2016년 4월 22일   |
| 14기 | 생방송 아침이 좋다     | 2016년 4월 25일 ~ 2020년 7월 3일   |
| 15기 | 굿모닝 대한민국 라이브 | 2020년 7월 6일 ~ 2022년 5월 6일    |
| 16기 | 해 볼만한 아침 M&W     | 2022년 5월 9일 ~ 2024년 2월 2일    |

## 시청률
시청률 조사회사인 TNmS와 닐슨코리아에 따르면 연간 시청률 1~3%대를 집계한 것이다.

## 같이 보기
- 《KBS 아침뉴스타임》
- 《2TV 생생정보》
- 《아침마당》 (KBS 1TV)
- 《생활의 발견》 (KBS 1TV)